# Chankú Lúta – Vörös út
A Chankú Lúta – Vörös út egy 2022-ben az Eszterházy Károly Katolikus Egyetemen készült 20 perces, rövid portréfilm Zupkó Krisztina és Biri Máté rendezésében.

## Története
Viktor, a mátraaljai indián 12 évesen találkozott először az észak-amerikai indián kultúrával. Annyira fontossá vált számára, hogy azóta is az irányelvei szerint éli az életét a mai napig.
XXI. századi Magyarországon él magyar emberként, indián ruhákban, indián kunyhóban, indián hittel. Ezzel a hitével győzi le az életben szembejövő nehézségeket.

## Stáb
- Rendező: Zupkó Krisztina és Biri Máté [2]
- Operatőr: Zupkó Krisztina és Biri Máté
- Vágó: Biri Máté
- Script: Zupkó Krisztina
- Hangfelvevő: Biri Máté és Zupkó Krisztina
- Hangszerkesztő: Biri Máté
- Segédoperatőr: Dunai Dolli és Tilki Barbara

## Sikerek
- 29. Diákfilmszemle – Fődíj[3] (2022.08.27)
- 30. Alter-Native Film Fesztivál – Jelölt[1][4] (2022.09.29)
- Scout Film Festival – Elődöntős (2022.10.30)
- Student World Impact Film Festival – Honorable Mention (2022.11.13)
- 25. Faludi Nemzetközi Filmszemle – Legjobb Diákfilm[5] (2022.11.18)
- Paradise Film Festival – Honorable Mention (2023.02.03)
- Totál Plán Independent Film Festival – Best Character: Tóth Viktor[6] (2023.02.25)
- Story? – International Student Documentary Festival –  Jelölt (2023.04.19)
- Vas-Film - Vas megyei Függetlenfilm Fesztivál - Legjobb Portréfilm[7] (2023.04.23)
- VII. Ceglédi Filmfesztivál - Felnőtt, Dokumentumfilm 2. helyezett[8] (2023.05.20)
- V. AMiK  - Legjobb Film (2023.05.26)
- 30. Alexandre Trauner ART/Film Fesztivál - Diákfilm 2. helyezett [9]

## Cikkek
- https://www.heol.hu/helyi-kozelet/2022/09/fesztivalnyertes-a-matraaljai-indian-tortenete
- https://sokszinuvidek.24.hu/eletmod/2022/09/25/indian-film-matra-matraaljai-indian/
- https://www.heol.hu/helyi-kozelet/2022/09/a-fustolos-indian-latomasa-vezette-gyozelemig-a-fiatal-egri-filmeseket
- https://www.heol.hu/helyi-kultura/2023/10/egri-hallgatok-filmjet-is-dijaztak-a-szolnoki-fesztivalon